# Van der Steurgebouw
Het Van der Steurgebouw is een museumgebouw uit 1935 waarin Museum Boijmans Van Beuningen gevestigd is, ontworpen door Ad van der Steur. Door variatie in vorm, formaat en sfeer heeft Van der Steur een omgeving willen scheppen waarin de kunst optimaal tot haar recht zou komen.
Van der Steur en de toenmalige museumdirecteur Dirk Hannema hadden één ideaal: het nieuwe museumgebouw moest een plek zijn waar je naartoe ging om van kunst te genieten. Geen overvolle wanden en slecht licht zoals in het 17e-eeuwse Schielandshuis waar het museum tot dan toe was gevestigd, maar een modern gebouw dat geheel was toegerust voor zijn taak. 
Van der Steur liet zich inspireren door de leefomgeving van particuliere verzamelaars en koos vooral voor kleine intieme ruimtes. Veel van de kunstwerken in de collectie waren immers uit een dergelijke omgeving afkomstig. Zichtassen, variatie van de zalen in grootte en vorm, maar ook de afwisseling van tentoonstellingszalen met ruimtes waar de bezoeker even tot rust kon komen en kon genieten van het omliggende park, moesten ervoor zorgen dat de vermoeidheid niet zou toeslaan. 
Ondanks de toen in Rotterdam actieve architecten van het nieuwe bouwen werd gekozen voor een meer behoudende vorm van architectuur en voor de toepassing van traditionele materialen als baksteen, natuursteen en koper. 
Karakteristiek voor die architectuur én de toenmalige opvatting over een museum is de statige, door een toren geaccentueerde entree. ’s Avonds brandde boven in de toren een lantaarn. Niet alleen overdag, ook ’s avonds markeerde het museum zijn plaats in de stad.

## Uitbreidingen
In 1971 vond een aanzienlijke uitbreiding plaats aan de linkerzijde van het gebouw. Er werd een expositieruimte gebouwd, ontworpen door architect Alexander Bodon. Deze architect was afkomstig van hetzelfde architectenbureau als de oorspronkelijke architect Van der Steur. De drie enorme, flexibele ruimtes kunnen steeds anders worden ingedeeld afhankelijk van de tentoonstelling. De zalen zijn wit en hebben een diffuus bovenlicht. Alles wat de aandacht van de kunst zou kunnen afleiden is uitgebannen, op het grote raam na dat uitzicht biedt op de tuin.
Omstreeks 1990 werd aan de achterzijde van het museum een paviljoen gebouwd, ontworpen door architect Hubert-Jan Henket, bestemd voor de collectie Van Beuningen-De Vriese (kunstnijverheid en industriële vormgeving).
In 2003 is het tentoonstellingsgebouw door het Vlaamse architectenbureau Robbrecht & Daem Architecten voorzien van een reeks nieuwe zalen, die als een krans om de grote zalen van Bodon heen zijn gesitueerd. In de zalen is gebruikgemaakt van helder en gematteerd glas, beton én hier en daar de oorspronkelijke muur van baksteen. Samen met de bibliotheek aan de straatzijde is dit de recentste uitbreiding van het museum.

## Renovatie vanaf 2018
In september 2017 werd bekend dat het pand niet brandveilig genoeg was en dat het pand asbest bevat. 
In de schakelkast in de kelder was, in de zomer, een temperatuur gemeten van 160 °C en ontploffingsgevaar dreigde. Sinds november 2017 lopen permanent drie brandwachten rond om de brandveiligheid te verbeteren. Tussen november 2017 en februari 2018 zijn reeds 4 noodreparaties uitgevoerd. Indien een oververhitte electrakabel niet tijdig kan worden vervangen valt de klimaatinstallatie uit en moet het gehele museum z.s.m. worden ontruimd. Vervanging van elektrische installaties wacht op vervanging van de, van asbest gemaakte, luchtkanalen.
Tevens zijn er in november 2017 extra zaalwachten aangesteld om, in geval van nood, het gehele museum (dus inclusief kunstwerken) te ontruimen. Ook is de bezetting verdubbeld van de ruimte voor toezicht op de beveiligingscamera’s.
Wateroverlast in de kelders noodzaakte tot ontruiming van het ondergronds depot. De 20.000 kunstvoorwerpen uit dit depot zijn overgebracht naar 7 opslaglocaties in Nederland en Vlaanderen en zullen daar blijven totdat het toekomstige Collectiegebouw is opgeleverd; de verwachting is dat dat in de loop van 2020 zal gebeuren.
Alle bovenstaande maatregelen zijn genomen om het museum tot het eind van 2018 open te kunnen houden. 
Sluiting is gepland per 14 jan. 2019, waarna men jaren - in november 2018 werd gesproken van zeven jaar - nodig denkt te hebben om het huidige hoofdgebouw te renoveren. Een deel van de collectie zal over andere musea in Rotterdam worden verspreid en deel uitmaken van het programma ‘’Boijmans bij de Buren’’. Voor wisseltentoonstellingen hoopt men gebruik te gaan maken van ‘de oude V&D’ op het Zuidplein in Rotterdam.
Op 20 december 2018 besloot de gemeenteraad van Rotterdam dat het museumgebouw, eigendom van de gemeente, gerenoveerd gaat worden. De kosten van die renovatie worden geraamd op 223 miljoen euro. Bovendien werd besloten om de brandveiligheidsmaatregelen te verlengen. Het museumgebouw blijft tot mei 2019 open voor de afsluitende tentoonstelling "nederland ⇄ bauhaus".